# Pierre Dumay
Pour les articles homonymes, voir Dumay.
Pierre Dumay, dit Loustel, né le 20 novembre 1928 à Alger et mort le 22 août 2021 à Saint-Tropez,, est un pilote automobile français sur circuits, en Grand Tourisme.

## Biographie
Il débuta par des courses motocyclistes en 1953.
Il fit ensuite carrière en sport automobile de 1955 (Tour d'Algérie sur Peugeot 203) à 1967 (lors de sa sixième et dernière apparition aux 24 Heures du Mans, avec Henri Greder sur Ford GT40  Mk.I 4.7L. V8 officielle). Sa première victoire eut lieu en 1956, sur le circuit de Bougie avec une Simca Aronde, et sa première course en métropole en 1958, lors du Tour de France automobile.
En 1959, après une série de succès en montagne (Murdjadjo, La Grenouillère et Le Pin), il obtint des victoires catégorielles dans les courses de côte d'Urcy et de la Faucille, sur Ferrari 250 GT Berlinetta « Tour de France », puis encore une autre absolue à Constantine, sur 250 GT Berlinetta Interim.
En 1960, il finit deuxième du Tour de France auto en catégorie GT et en temps absolu avec Jo Schlesser, sur 250 GT SWB, ainsi que quatrième du Grand Prix de Rouen (4 Heures de Rouen) sur 250 GT Interim. La même année avec Fernand Tavano, il remporta une deuxième édition de la Route du Pétrole Alger-Hassi Messaoud-Alger, sur  250 GT Interim, les deux hommes ayant terminé premier (Tavano, Ferrari 500 TRC, meilleur tour) et deuxième (Dumay, Ferrari 250 GT Interim) sur le circuit de Staoueli l'année précédente, Dumay gagnant également en cette même année 1959 le Grand Prix B.P.-Bouzaréa sur Ferrari TdF, et quelques jours après sa première Route du Pétrole (alors Philippeville-Messaoud-Constantine, avec pour équipier Berliet).
Il finit aussi troisième du Prix de Paris 1960 à Montlhéry sur Ferrari 250 GT et du Trophée d'Auvergne (premières 6 Heures de Charade) 1961 avec Pierre Noblet sur la même voiture, et il se classa encore à deux reprises quatrième des 1 000 kilomètres de Paris (durant les fins de saisons 1960 et 1961, avec Tavano puis Schlesser).

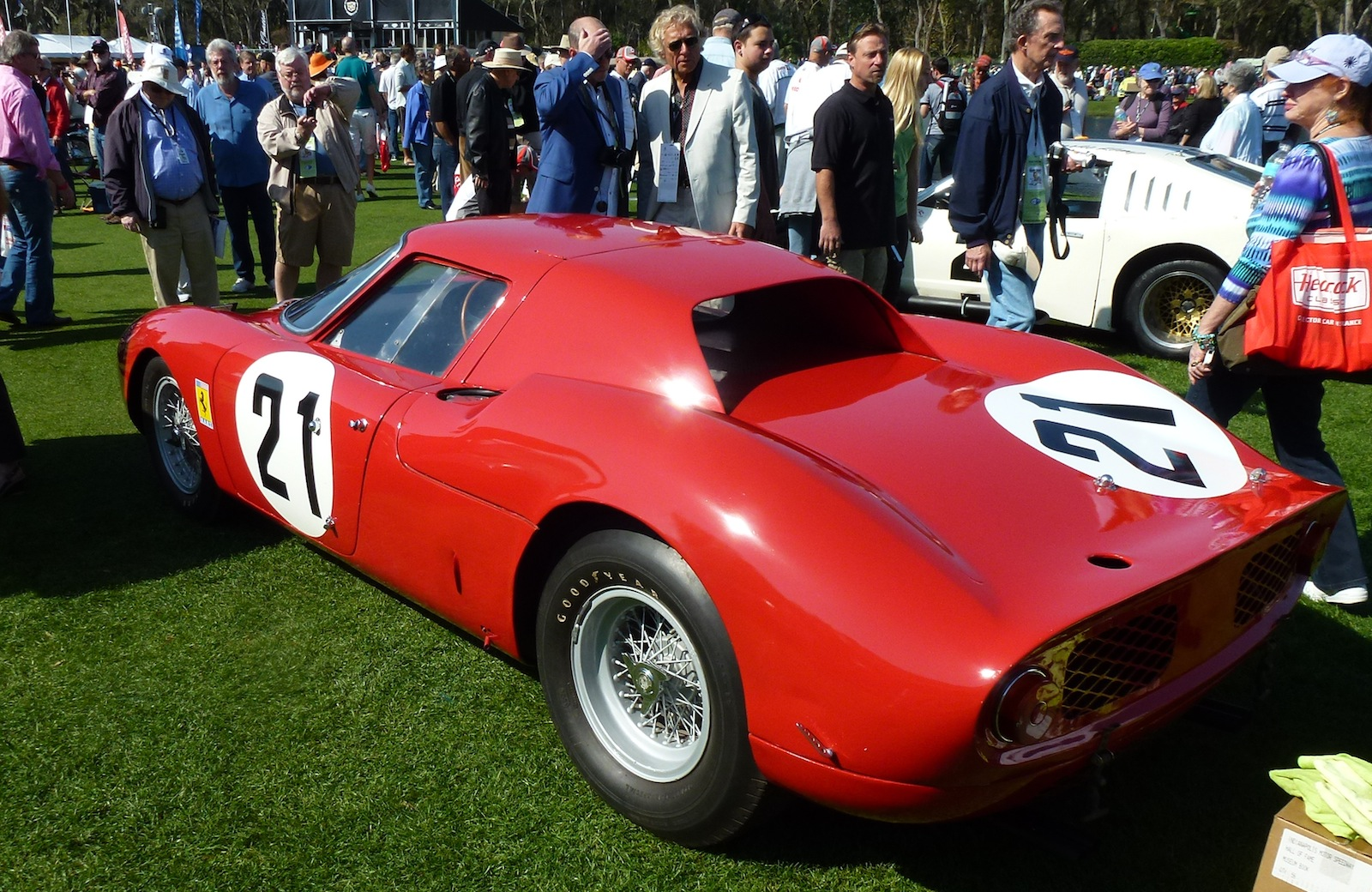
La Ferrari LM no 21 de Masten Gregory et Jochen Rindt, dernière victorieuse au Mans en 1965.

Ayant disputé la course mancelle pour moitié avec des équipes belges, il réussit à se classer trois fois dans les cinq premiers de l'épreuve durant la première moitié des années 1960, terminant deuxième de l'édition 1965 (et également de catégorie) à près de 192 km/h de moyenne horaire avec le belge Gustave Gosselin pour le compte alors de sa propre écurie privée enregistrée, à bord d'une Ferrari 250 LM 3.3L. V12. Il fut aussi quatrième à deux reprises, en 1960 (avec Tavano à bord de la Ferrari de ce dernier cette fois, une 250 GT SWB 3L. V12 qui remporta la catégorie Grand Tourisme) et en 1963 (avec le belge Léon Dernier -dit Eldé- sur sa propre 250 GTO 3L. V12 au sein de l'Écurie Francorchamps, après avoir remporté le premier Grand Prix du Japon sur le circuit de Suzuka avec une GT SWB un mois auparavant).
Il obtint son dernier podium lors du Grand Prix d'Angola 1965, avec la Ferrari LM classée deuxième lors des 24 Heures du Mans de la même saison.
Pierre Dumay créera un groupe dans la distribution de pièces de rechange automobile, présent notamment en Nouvelle-Calédonie.
Il investit une partie de sa fortune à Val d'Isère dans les années 90.
En 2017, il continuait encore de son bureau de Genève de suivre l'ensemble de ses activités.